# Província de Biskra
La província o wilaya de Biskra (àrab: ولاية بسكرة, wilāyat Biskra) és una província o wilaya d'Algèria, amb capital a la ciutat homònima.
S'hi poden trobar, entre d'altres, les següents ciutats: Lichoua, Sidi Okba, Sidi Khaled, El-Kantara i Ouled Djellal. Dona nom a la Universitat de Biskra.